# Heart of Stone Tour
L'Heart of Stone Tour (conosciuto anche come Cher Tour 1990) è il secondo tour di concerti della cantante e attrice statunitense Cher.
Il tour supportò il ventunesimo album della cantante, Heart of Stone. L'Heart of Stone Tour fu la tournée più ambiziosa per Cher da solista, dopo un'assenza di otto anni dalla scena live.

## Informazioni sul tour
Il tour durò otto mesi, portando la cantante a visitare tre continenti. Cher si esibì in numerosi concerti tra Nord America, Europa e Australia, con un guadagno complessivo di oltre 40 milioni di dollari.
Cher dovette cancellare i concerti previsti in Unione Sovietica subito dopo che i biglietti erano stati messi in vendita, e anche i presupposti concerti in Argentina e in Brasile.
Due casinò americani funsero da location, il Sands Hotel di Atlantic City ed il Mirage a Las Vegas.
Nelle parole di Cher, il concerto era "un incrocio tra il Fantasma dell'Opera e i Metallica".
Il suo manager di allora, Bill Sammeth, aveva già programmato un mini-tour nell'agosto 1989, con concerti in sei città statunitensi. In otto concerti di fronte a folle dagli 8.000 agli 11.500 spettatori furono ricavati oltre 200.000 dollari a serata.
Dopo le riprese del film Sirene, Cher intraprese un vero e proprio tour nel 1990. Il tour avrebbe dovuto iniziare il 18 marzo a Tucson (USA) ma la data fu posticipata poiché l'influenza aveva impedito a Cher di provare per tempo.
Cher iniziò il tour dalla città texana di Dallas (USA) il 31 marzo 1990. Il tour visitò il Nord America fino all'agosto 1990, e tra ottobre e novembre si esibì in Europa e Australia.
Cher tenne otto concerti complessivi al teatro all'interno del casinò The Mirage di Las Vegas, di fronte a 1.500 ospiti per serata.

## Scaletta del tour
1. Video Intro: Cher in every decade
2. I'm No Angel
3. Hold On
4. We All Sleep Alone
5. Bang Bang
6. I Found Someone
7. Perfection
8. Love Fight Interlude
9. Tougher Than the Rest
10. Movie Medley
11. After All
12. If I Could Turn Back Time
13. Many Rivers to Cross
14. Heart of Stone
15. Takin' It to the Streets

### Variazioni alla scaletta
- "The Fire Down Below" precedeva "Takin' It To The Street" durante il concerto al Mirage.
- Una cover di "Take It to the Limit" degli Eagles precedeva "If I Could Turn Back Time".
- "I'll Be There For You" fu cantata in America durante i primi concerti. La canzone "Desperado", sempre degli Eagles, fu cantata durante i concerti in Australia.
- "Love Hurts" fu cantata in anteprima agli ultimi concerti in Australia, prima che uscisse l'omonimo album.
- "Just Like Jesse James" fu cantata solo a qualche concerto.[2]

## Registrazioni
Si conservano le registrazioni di alcuni concerti.

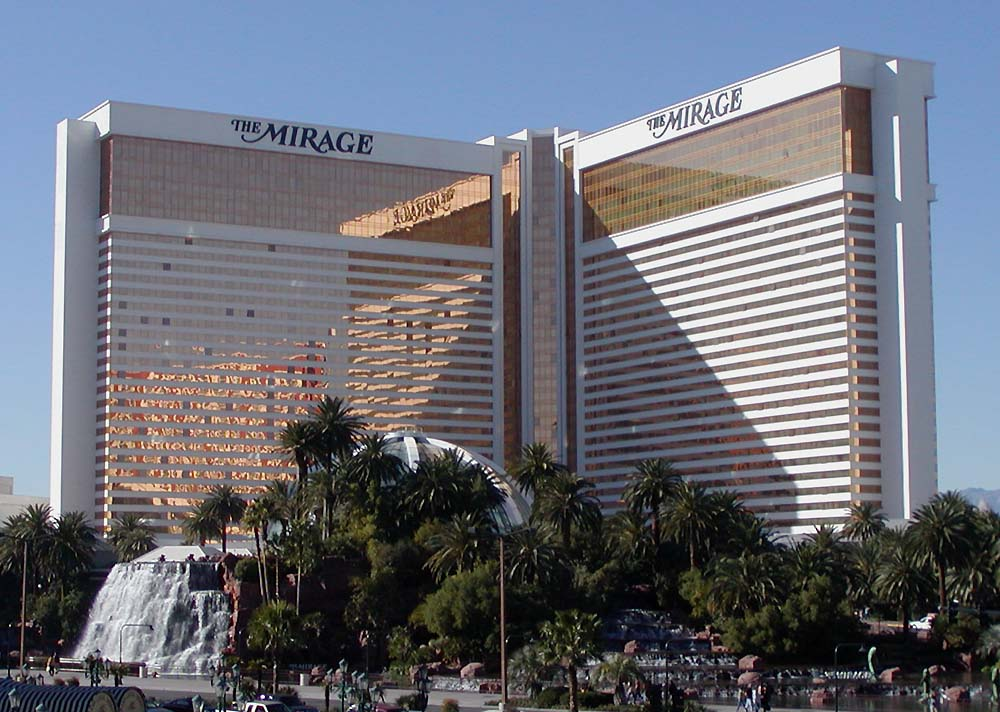
Il Mirage di Las Vegas

Lo show al Pensacola Civic Center di Pensacola (USA) è stato citato da Cher stessa nel 2005 quando pubblicizzò la realizzazione del DVD del concerto al Mirage. Durante il concerto di Pensacola, il microfono di Cher non funziona in apertura. Alcune scene iniziali, come la canzone 'I'm No Angel', sono presenti nel suddetto DVD sotto la voce blooper nei contenuti speciali.
Due concerti di Cher al Mirage Hotel & Casino di Las Vegas furono filmati per far parte dello special televisivo della CBS. Durante questi concerti Cher indossò delle versioni più conservatrici dei suoi sgargianti e spesso succinti costumi di scena, in un certo senso poco adatti per il pubblico televisivo. L'abito di Cher durante "If I Could Turn Back Time" è una versione più formale di quello regolarmente indossato durante il resto del tour. Anche il palco era diverso per questi show, con una lunga passerella che si dipartiva dal palco e divideva il pubblico in due. Lo special televisivo fu trasmesso il 4 febbraio 1991.
Il concerto di Cher a Melbourne fu trasmesso in Australia su Sky. Questo show comprendeva le esibizioni di "Desperado" e "Love Hurts".
Su Entertainment Tonight vennero trasmesse parti dal concerto di Dallas del 3 aprile 1990 e le prove dai dietro-le-quinte, con Cher che provava i suoi passi di danza per le canzoni di chiusura.
Durante la promozione del tour molti programmi televisivi come Entertainment Tonight trasmisero scene dai dietro-le-quinte come la costruzione del palco e le prove.
Delle riprese dalle prove sono presenti come opzione nella versione del 2005 del concerto al Mirage. Le riprese delle prove venivano usate da Cher come "nastro da lavoro" per vedere come migliorare la sua esibizione. Durante alcune canzoni come "I Found Someone" e "Takin' It to the Streets" nella versione originale in VHS e DVD venivano mostrati frammenti in bianco e nero di Cher durante le prove.
Nel 1990 Prime Time Live trasmise uno special sull'imminente tour di Cher: furono trasmessi filmati della cantante durante le prove, mentre dava alcune direzioni tecniche. Alcune di queste immagini sono presenti come contenuti bonus nel DVD del Mirage.
Il programma americano After Hours mostrò le prove di "After All", "Hold On" e "I'll Be There For You" dei Bon Jovi, e un'intervista, mentre Cher si trovava ad Atlantic City.

## Date del tour
| Data             | Città             | Paese                    | Luogo di esibizione                       |
| ---------------- | ----------------- | ------------------------ | ----------------------------------------- |
| Nord America     |                   |                          |                                           |
| 23 agosto 1989   | Holmdel           | Stati Uniti              | Garden State Arts Center                  |
| 25 agosto 1989   | Detroit           | Stati Uniti              | Fox Theatre                               |
| 26 agosto 1989   | Detroit           | Stati Uniti              | Fox Theatre                               |
| 27 agosto 1989   | Cuyahoga Falls    | Stati Uniti              | Blossom Music Center                      |
| 29 agosto 1989   | Filadelfia        | Stati Uniti              | Mann Music Center                         |
| 30 agosto 1989   | Hartford          | Stati Uniti              | Hartford Civic Center                     |
| 31 agosto 1989   | Wantagh           | Stati Uniti              | Jones Beach Theater                       |
| 2 settembre 1989 | Saratoga Springs  | Stati Uniti              | Saratoga Performing Arts Center           |
| 4 settembre 1989 | Bristol           | Stati Uniti              | Lake Compounce                            |
| 31 marzo 1990    | Dallas            | Stati Uniti              | Starplex Amphitheater                     |
| 1º aprile 1990   | Houston           | Stati Uniti              | The Summit                                |
| 2 aprile 1990    | Austin            | Stati Uniti              | Erwin Center                              |
| 4 aprile 1990    | Pensacola         | Stati Uniti              | Pensacola Civic Center                    |
| 6 aprile 1990    | Atlanta           | Stati Uniti              | GSU Sports Arena                          |
| 7 aprile 1990    | Orlando           | Stati Uniti              | Amway Arena                               |
| 8 aprile 1990    | Tampa             | Stati Uniti              | USF Sun Dome                              |
| 11 aprile 1990   | Miami             | Stati Uniti              | James L. Knight Center                    |
| 12 aprile 1990   | Miami             | Stati Uniti              | James L. Knight Center                    |
| 27 aprile 1990   | Atlantic City     | Stati Uniti              | Sands Hotel                               |
| 28 aprile 1990   | Atlantic City     | Stati Uniti              | Sands Hotel                               |
| 29 aprile 1990   | Atlantic City     | Stati Uniti              | Sands Hotel                               |
| 1º maggio 1990   | Providence        | Stati Uniti              | Providence Civic Center                   |
| 2 maggio 1990    | Washington        | Stati Uniti              | Capital Centre                            |
| 4 maggio 1990    | Atlantic City     | Stati Uniti              | Sands Hotel                               |
| 5 maggio 1990    | Atlantic City     | Stati Uniti              | Sands Hotel                               |
| 10 maggio 1990   | Uniondale         | Stati Uniti              | Nassau Coliseum                           |
| 12 maggio 1990   | East Rutherford   | Stati Uniti              | Brendan Byrne Arena                       |
| 13 maggio 1990   | Worcester         | Stati Uniti              | Worcester's Centrum Center                |
| 15 maggio 1990   | Niagara Falls     | Stati Uniti              | Niagara Falls Convention and Civic Center |
| 16 maggio 1990   | Pittsburgh        | Stati Uniti              | Civic Arena                               |
| 19 maggio 1990   | Detroit           | Stati Uniti              | Palace of Auburn Hills                    |
| 20 maggio 1990   | Cincinnati        | Stati Uniti              | Riverfront Coliseum                       |
| 1º giugno 1990   | Saint Louis       | Stati Uniti              | St. Louis Arena                           |
| 2 giugno 1990    | Chicago           | Stati Uniti              | World Music Theatre                       |
| 4 giugno 1990    | Minneapolis       | Stati Uniti              | Met Center                                |
| 9 giugno 1990    | Denver            | Stati Uniti              | Fiddler's Green Amphitheatre              |
| 14 giugno 1990   | Las Vegas         | Stati Uniti              | The Mirage                                |
| 15 giugno 1990   | Las Vegas         | Stati Uniti              | The Mirage                                |
| 16 giugno 1990   | Las Vegas         | Stati Uniti              | The Mirage                                |
| 17 giugno 1990   | Las Vegas         | Stati Uniti              | The Mirage                                |
| 18 giugno 1990   | Las Vegas         | Stati Uniti              | The Mirage                                |
| 19 giugno 1990   | Las Vegas         | Stati Uniti              | The Mirage                                |
| 21 giugno 1990   | San Diego         | Stati Uniti              | San Diego Sports Arena                    |
| 29 giugno 1990   | Phoenix           | Stati Uniti              | ASU Activity Center                       |
| 6 luglio 1990    | Milwaukee         | Stati Uniti              | Marcus Amphitheatre                       |
| 7 luglio 1990    | Toledo            | Stati Uniti              | Savage Hall                               |
| 9 luglio 1990    | Cleveland         | Stati Uniti              | Coliseum at Richfield                     |
| 12 luglio 1990   | Lexington         | Stati Uniti              | Rupp Arena                                |
| 16 luglio 1990   | Wantagh           | Jones Beach Amphitheater |                                           |
| 17 luglio 1990   | Filadelfia        | The Spectrum             |                                           |
| 20 luglio 1990   | Bristol           | Lake Compounce           |                                           |
| 27 luglio 1990   | Halifax           | Canada                   | Halifax Forum                             |
| 28 luglio 1990   | Moncton           | Canada                   | Moncton Coliseum                          |
| 29 luglio 1990   | Old Orchard Beach | Stati Uniti              | Seashore Performing Arts Center           |
| 11 agosto 1990   | Sacramento        | Stati Uniti              | ARCO Arena                                |
| 12 agosto 1990   | Oakland           | Stati Uniti              | Coliseum Arena                            |
| 14 agosto 1990   | Spokane           | Stati Uniti              | Spokane Coliseum                          |
| 15 agosto 1990   | Tacoma            | Stati Uniti              | Tacoma Dome                               |
| 18 agosto 1990   | Vancouver         | Canada                   | Pacific Coliseum                          |
| 21 agosto 1990   | Edmonton          | Canada                   | Northlands Coliseum                       |
| 25 agosto 1990   | Ottawa            | Canada                   | Lansdowne Park                            |
| 29 agosto 1990   | Toronto           | Canada                   | Exhibition Stadium                        |
| Europa           |                   |                          |                                           |
| 14 ottobre 1990  | Dublino           | Irlanda                  | Point Depot                               |
| 16 ottobre 1990  | Londra            | Regno Unito              | Wembley Arena                             |
| 17 ottobre 1990  | Londra            | Regno Unito              | Wembley Arena                             |
| 19 ottobre 1990  | Londra            | Regno Unito              | Wembley Arena                             |
| 21 ottobre 1990  | Birmingham        | Regno Unito              | National Exhibition Centre                |
| 23 ottobre 1990  | Birmingham        | Regno Unito              | National Exhibition Centre                |
| Australia        |                   |                          |                                           |
| 14 novembre 1990 | Adelaide          | Australia                | Adelaide Grand Prix                       |
| 16 novembre 1990 | Sydney            | Australia                | Entertainment Centre                      |
| 17 novembre 1990 | Sydney            | Australia                | Entertainment Centre                      |
| 19 novembre 1990 | Sydney            | Australia                | Entertainment Centre                      |
| 20 novembre 1990 | Sydney            | Australia                | Entertainment Centre                      |
| 21 novembre 1990 | Sydney            | Australia                | Entertainment Centre                      |
| 23 novembre 1990 | Melbourne         | Australia                | National Tennis Centre                    |
| 24 novembre 1990 | Melbourne         | Australia                | National Tennis Centre                    |
| 26 novembre 1990 | Melbourne         | Australia                | National Tennis Centre                    |
| 27 novembre 1990 | Melbourne         | Australia                | National Tennis Centre                    |
| 28 novembre 1990 | Melbourne         | Australia                | National Tennis Centre                    |
| Nord America     |                   |                          |                                           |
| 2 dicembre 1990  | Las Vegas         | Stati Uniti              | The Mirage                                |
| 3 dicembre 1990  | Las Vegas         | Stati Uniti              | The Mirage                                |
| 4 dicembre 1990  | Las Vegas         | Stati Uniti              | The Mirage                                |

## Personale
Staff di produzione
- Direzione dello show: Kenny Ortega
- Direttore artistico: Marty Callner
- Direttore musicale: Gary Scott
- Set Designer: Kenny Ortega
- Stilista: Bob Mackie
- Altri costumi ad opera di: Ret Turner e Mike Schmidt
- Truccatore: Leonard Engelman
- Parrucchiera: Renate Leuschner

Band
- Tastiere: Paul Mirkovich
- Chitarre: Elijah Blue Allman, Dave Amato e David Shelley
- Basso: Hugh McDonald
- Batteria: Ron Wikso
- Coriste: Darlene Love, Patti Darcy Jones e Edna Wright
- Ballerini: Bubba Carr, Aaron Cash, Bill Holden Jr., Trish Ramish, Michelle Rudy, Peter Tramm e Eyan Williams